# Скот Травис
Марк Скот Травис (енгл. Mark Scott Travis; Норфок, 6. септембар 1961) амерички је музичар, најпознатији као бубњар хеви метал групе Judas Priest. Раније је био члан групе Thin Lizzy.